# Suzanne Blaise
Suzanne Blaise-Rigail, née le 4 novembre 1924, est une enseignante et autrice féministe intersectionnel de la deuxième vague.

## Biographie

### Débuts de l'engagement féministe
Suzanne Blaise naît en 1924 dans un milieu populaire de province. Elle suit des études secondaires pendant la Seconde Guerre mondiale. Elle est enseignante-stagiaire à l’Éducation nationale de 1949 à 1953.
Elle prend conscience des inégalités entre les hommes et les femmes dans l'après-guerre à partir de 1947, dans un contexte où les femmes réclament plus de droits après leur contribution à la guerre. Épouse et mère de famille, elle refuse l'invisibilisation de son travail domestique, la violence masculine, les activités qui lui sont interdites et la catégorisation de son genre comme foncièrement frivole et dépensier.
Son engagement prend racine avec son divorce acté en 1955. Elle refuse plusieurs fois d'adhérer au Parti communiste qui d'après elle ne représente pas les revendications des femmes.

### Le Mouvement de Libération des femmes
En 1969, elle s'installe à Paris et travaille comme secrétaire administrative de la Société française de pédagogie jusqu'en 1979. Elle adhère à l'Union des écrivains en 1970 et s'engage dans un premier temps pour divers causes : la lutte contre la pauvreté (le Secours Rouge) et pour soutenir les prisonniers politiques avec le GIP de Michel Foucault.
C'est en 1971 que son engagement féministe prend de l'ampleur avec sa participation au Mouvement de Libération des Femmes (MLF) et sa signature du Manifeste des 343 pour l'avortement et la contraception libre,.
À partir de 1973, elle cofonde différents groupes dans le but d'unifier un mouvement féministe en cours de dispersion. Elle cofonde tout d'abord le Front Féministe pour lier différents groupements féministes (Ligue du droit des femmes) et personnalités (Annie Sugier, Anne Zelensky). En 1974, elle cofonde le premier Parti féministe français (PF), pour une revendication politique plus institutionnalisée. Elle démissionne cependant l'année suivante après un tournant à droite du parti,.
À partir de 1975, Suzanne Blaise tente de constituer des partis politiques féministe avec une dimension transnationale. En 1975, elle cofonde alors le Parti Féministe Unifié autogestionnaire en fusion avec le Partie féministe belge de 1972. Elle continue en parallèle à participer aux luttes du Mouvement de Libération et à la Coordination des groupes-femmes d'entreprise et de la fonction publique (créé en 1975).

### Une carrière d'écrivaine
Suzanne Blaise commence à écrire à 23 ans sous le nom de « Vilella » des poèmes et des nouvelles dans diverses revues Les Nouvelles Littéraires, La Tour de Feu et Cinquième Saison, entre 1955 et 1979.
En 1979, le Parti féministe unifié (PFU) est dissous et Suzanne Blaise quitte sa carrière d'enseignante pour partir en retraite en 1976, ce qui coupe court à son engagement féministe de 1977 à 1980.
Elle publie son premier recueil de poèmes chez EJ. A. Buton à Paris en 1979. Puis en 1981, elle écrit une analyse critique du mouvement féministe intitulé Femmes de nulle part, et reprend son engagement militant (PS, PC).
Son engagement devient plus marqué intersectionnel quand elle devient secrétaire générale de la Commission pour l'abolition des mutilations sexuelles (CAMS) et organise une rencontre internationale à Dakar en 1982 avec le Mouvement des Femmes Noires. Par la suite, elle écrit sur le féminisme et la condition noire dans Le Rapt des Origines ou le Meurtre de la Mère en 1988, où elle s'inspire de la pensée de Frantz Fanon et Albert Memmi.
Après une période de maladie, elle reprend son travail d'autrice à Paris. Elle publie en 1994 L'Histoire du Parti féministe unifié. En 1998, elle publie un roman Deux femmes sous le même toit et un recueil de poème Tel un amour de femme à l'édition Racine. En 1999, elle écrit Un roman inédit.
Elle dépose ses publications à la bibliothèque féministe Marguerite Durand à Paris et entreprend à partir de 1999 un recensement des articles féministes qui y sont remis.

## Œuvres

### Poésie et nouvelles
- Tel un amour de femme (poèmes), Paris, Librairie-Galerie Racine, 1998
- Ce qui se passe dans la rue (poèmes), Paris, Éditions Saint-Germain-des-Prés, 1979
- Poème biographique pour Blaise Cendrars, PUF, entre 1955 et 1979
- Poèmes dans les revues Les Nouvelles Littéraires, La Tour de Feu et Cinquième Saison, entre 1955 et 1979
- D'autres peignent le printemps (poèmes), École de Rochefort-Jean Rousselot, 1955
- Suzanne Vilella, « La chasse au trésor » (nouvelle), Les Lettres françaises, Paris, 1947

### Romans, essais et dossiers
- Réflexion sur le féminisme ou Pour un féminisme critique », Genre, sexualité et société, n°3 « Révolution/Libération », printemps 2010, https://journals.openedition.org/gss/1405
- Un roman inédit, Paris, 1999
- Deux femmes sous le même toit, Paris, Librairie-Galerie Racine, 1998
- L'Histoire du Parti féministe unifié (PFU) (1975-1979) (dossier), Paris, 1994
- Le Rapt des origines ou le Meurtre de la Mère, Paris, autoédité, 1988 : traduit en espagnol en 1996
- Des Femmes de nulle part ou le Préféminisme politique, Paris, éditions Tierce, 1981[12],[11]
- Qui a peur des Partis Féministes ? (recueil d'articles), Paris, 1979 [réédition en juillet 1996]
- « Réflexion sur le féminisme ou Pour un féminisme critique » (brochure), Bruxelles, 1975 [réédition Paris chez éd. Syros et S. Rigail][13]

## Prix et distinctions
- 1954 : Premier prix de poésie de l'Académie Rhodanienne des Lettres
- 1947 : Prix de la revue Les Lettres françaises pour ses poèmes